# سفارت کره شمالی در مسکو
سفارت کره شمالی در مسکو (به لاتین: Embassy of North Korea) یک سفارت در روسیه است که در مسکو واقع شده‌است.